# Zenel Gjoleka
Zenel Hito Gjoleka, auch Zejnel Gjoleka (geboren um 1805; gestorben 1852) war ein albanischer Aufständischer, berühmt für seine Rolle im albanischen Aufstand von 1847, welcher bekannt wurde als Zenel-Gjoleka-Revolte. Nach diesen Ereignissen wurde er vom Sultan begnadigt. Im Jahr 1852 starb er im Kampf gegen eine Streitmacht Montenegros.

## Leben
Aus dem Leben von Zenel Gjoleka gibt es kaum gesicherte Informationen. Er soll der Legende nach im Dorf Kuç im Kurvelesh im oberen Shushica-Tal im Jahre 1805 oder 1806 geboren worden sein als Sohn eines Handwerkers. Später soll Gjoleka Anführer von Söldnern im Dienste des Osmanischen Reiches gewesen sein. 

## Aufstand
Als im Jahre 1847 ein Aufstand albanischer Bauern ausbrach, wählten die Aufständischen Gjoleka zum Anführer. Er führte mehrere Kämpfe gegen osmanische Truppen im Gebiet von Kurvelesh, Çameria, Delvina, Gjirokastra und Vlora an, wobei er 23 Kämpfe für sich entschieden haben soll. Als der Aufstand durch das Osmanische Reich niedergeschlagen wurde, verbannte man die Anführer nach Anatolien. Der Legende nach soll Gjoleka sich dem Zugriff der osmanischen Behörden mehrfach entzogen haben und lediglich durch Verrat ausgeliefert worden sein. Sultan Abdülmecid I. begnadigte Gjoleka daraufhin im Jahre 1849.

## Tod
Als im Jahre 1852 montenegrinische Truppen in albanische Gebiete eindrangen, nahm Gjoleka mit seinen Truppen am Abwehrkampf teil, bei dem er tödlich verwundet wurde.

## Nachruhm
Zenel Gjoleka wurde in albanischen Volksliedern besungen.
2012 wurde er anlässlich seines 160. Todestags vom albanischen Präsidenten Bamir Topi postum zum Volkshelden erklärt.